# Смілка довгоцвіта
Смілка довгоцвіта (Silene bupleuroides) — вид рослин з родини гвоздикових (Caryophyllaceae); зростає у Європі й західній Азії.

## Опис
Багаторічна рослина 20–90 см. Листки еліптичні або ланцетні, по краю густо пильчато-шорсткі. Суцвіття китицеподібні, квітки на помітних квітконіжках. Чашечка 25–30 мм довжиною, з почергово тупими і гострими зубцями, на краю широко-плівчастими. Пелюстки зеленуваті, розсічені до 1/2, з  довгастими тупими придатками. Коробочки яйцеподібні, 11–16 мм завдовжки.

## Поширення
Поширений у східно-центральній і південно-східній Європі, західній Азії (Вірменія, Туреччина, Туркменістан, північний Іран, Сирія, Ліван, Оман).
В Україні вид зростає на степових схилах, відслоненнях — у Степу і Криму, нерідко.